# Torneio de Wimbledon de 2018
O Torneio de Wimbledon de 2018 foi um torneio de tênis que disputado nas quadras de grama do All England Lawn Tennis and Croquet Club, no bairro de Wimbledon, em Londres, no Reino Unido, entre 2 e 15 de julho. Corresponde à 51ª edição da era aberta e à 132ª de todos os tempos.
Novak Djokovic conquistou o quarto título de Wimbledon, e o décimo terceiro do Grand Slam, ao derrotar o sul-africano Kevin Anderson, que derrotou o defensor do troféu, Roger Federer, nas quartas de final. Entre as mulheres, em uma edição com eliminações das dez primeiras cabeças de chave nas primeiras rodadas (apenas uma resistiu até a quarta fase), a final foi familiar, uma repetição da de 2016, mas com vencedor diferente: Angelique Kerber atingiu o terceiro troféu de Grand Slam, o primeio neste torneio, derrotando Serena Williams, que ambicionava empatar com Margaret Court como a jogadora com mais Slams conquistados. Garbiñe Muguruza, campeã de 2017, caiu na segunda fase.
Nas duplas, Mike Bryan, que não contou com o irmão, lesionado, montou parceria com o compatriota Jack Sock, e obteve êxito. Foi décimo sétimo Slam de Mike e o segundo de Sock. No mesmo dia, as tchecas Barbora Krejčíková e Kateřina Siniaková conquistaram o segundo troféu seguido da categoria. Nas mistas, o título foi para os debutantes Nicole Melichar e Alexander Peya.

## Punições na primeira rodada
A partir de 2018, qualquer tenista que desistir da partida de primeira rodada depois das 12h da quinta-feira anterior ao começo da chave principal receberá metade da premiação de primeira rodada. A outra metade do valor será paga para o lucky loser que entrar no lugar. Aqueles que abandonarem suas partidas de primeira rodada ou se apresentarem abaixo de padrões profissionais estão sujeitos à multa. Esta regra foi pensada para prevenir que tenistas se apresentem para a primeira rodada apenas com a intenção de receber a premiação.

## Transmissão
Esta é a lista de países e canais designados a transmitir o torneio durante a edição em questão:
Países lusófonos

| País(es) | Canal(is) |
| -------- | --------- |
| Brasil   | SporTV    |
| Portugal | Sport TV  |

Resto do mundo
| País(es) | Canal(is)                                       |
| Países avulsos |                                                 |
| --- | ----------------------------------------------- |
| tv de bordo | Sport 24 [en]                                   |
| África |                                                 |
| África do Sul | SuperSport                                      |
| Américas |                                                 |
| Canadá | CTV TSN                                         |
| Estados Unidos | ESPN Tennis Channel                             |
| Ásia |                                                 |
| China | Beijing TV [en] CCTV-5 Shanghai TV [en] Tencent |
| Coreia do Sul | JTBC                                            |
| Índia | Star India                                      |
| Israel | 5 Sport [en]                                    |
| Japão | NHK WOWOW                                       |
| Turquia | Eurosport Saran Group [tr]                      |
| Vietname | VTV Cab                                         |
| Europa |                                                 |
| Albânia | Eurosport RTSH                                  |
| Alemanha | Sky Deutschland                                 |
| Bielorrússia | Belarus-5                                       |
| Bósnia e Herzegovina | Eurosport RTRS [en]                             |
| Chipre | cyta [en]                                       |
| Croácia | Eurosport HRT                                   |
| Dinamarca | TV3 [en] (Viasat [en])                          |
| Espanha | Movistar+                                       |
| França | beIN Sports                                     |
| Grã-Bretanha | BBC                                             |
| Grécia | Nova Sports [en]                                |
| Itália | Sky Italia                                      |
| Irlanda | Eir Sport [en]                                  |
| Macedónia | 1TV [en] Eurosport                              |
| Malta | GO Multiplus [en]                               |
| Montenegro | Eurosport RTCG                                  |
| Países Baixos | Eurosport NOS Ziggo Sport [en]                  |
| Polónia | Polsat                                          |
| Sérvia | Eurosport Sport Klub [en] RTS                   |
| Suíça | SRG SSR (RTS, RSI [en] e SRF [en])              |
| Oceania |                                                 |
| Austrália | Fox Sports Austrália [en] Seven Network         |
| Fiji | Fiji TV [en]                                    |
| Nova Zelândia | TVNZ                                            |
| Regiões |                                                 |
| América Latina | ESPN (América Latina)                           |
| Oriente Médio | beIN Sports                                     |
| Agrupamentos |                                                 |
| Ásia |                                                 |
| Arménia · Geórgia | Eurosport                                       |
| Cazaquistão · Quirguistão · Tajiquistão · Turquemenistão · Uzbequistão                                                                                             | Eurosport Saran Group [tr]                      |
| Europa |                                                 |
| Bélgica · Bulgária · Eslovénia · Estónia · Finlândia · Hungria · Islândia · Kosovo · Letónia · Lituânia · Moldávia · Noruega · Roménia · Rússia · Suécia · Ucrânia | Eurosport                                       |
| Chéquia · Eslováquia | ARQ (Nova Sport [en]/Markíza [en])              |

## Pontuação e premiação

### Distribuição de pontos
ATP e WTA informam suas pontuações em Grand Slam, distintas entre si, em simples e em duplas. A ITF responde exclusivamente pelos juvenis e cadeirantes.
Os qualificatórios de duplas masculinas e femininas são exclusivos de Wimbledon. Considerados torneios amistosos, os de duplas mistas e os de convidados não geram pontos.
No juvenil, os simplistas jogam duas fases de qualificatório, mas só os que passam à chave principal pontuam. Em duplas, a pontuação é por jogador. A partir da fase com 16, os competidores recebem pontos adicionais de bônus (os valores da tabela já somam as duas pontuações).

#### Profissional
| Evento            | V    | F    | SF  | QF  | R16 | R32 | R64 | R128 | Q  | Q3 | Q2 | Q1 |
| Simples masculino | 2000 | 1200 | 720 | 360 | 180 | 90  | 45  | 10   | 25 | 16 | 8  | 0  |
| Duplas masculinas | 2000 | 1200 | 720 | 360 | 180 | 90  | 0   | —    | 25 | 0  | 0  | —  |
| Simples feminino  | 2000 | 1300 | 780 | 430 | 240 | 130 | 70  | 10   | 40 | 30 | 20 | 2  |
| Duplas femininas  | 2000 | 1300 | 780 | 430 | 240 | 130 | 10  | —    | 40 | 0  | 0  | —  |